# Debrecen vasútállomás

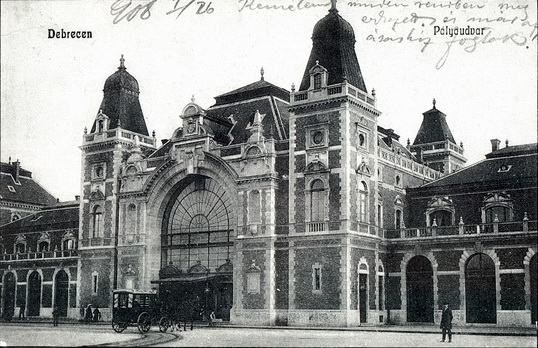
A régi vasútállomás, Pfaff Ferenc tervezte

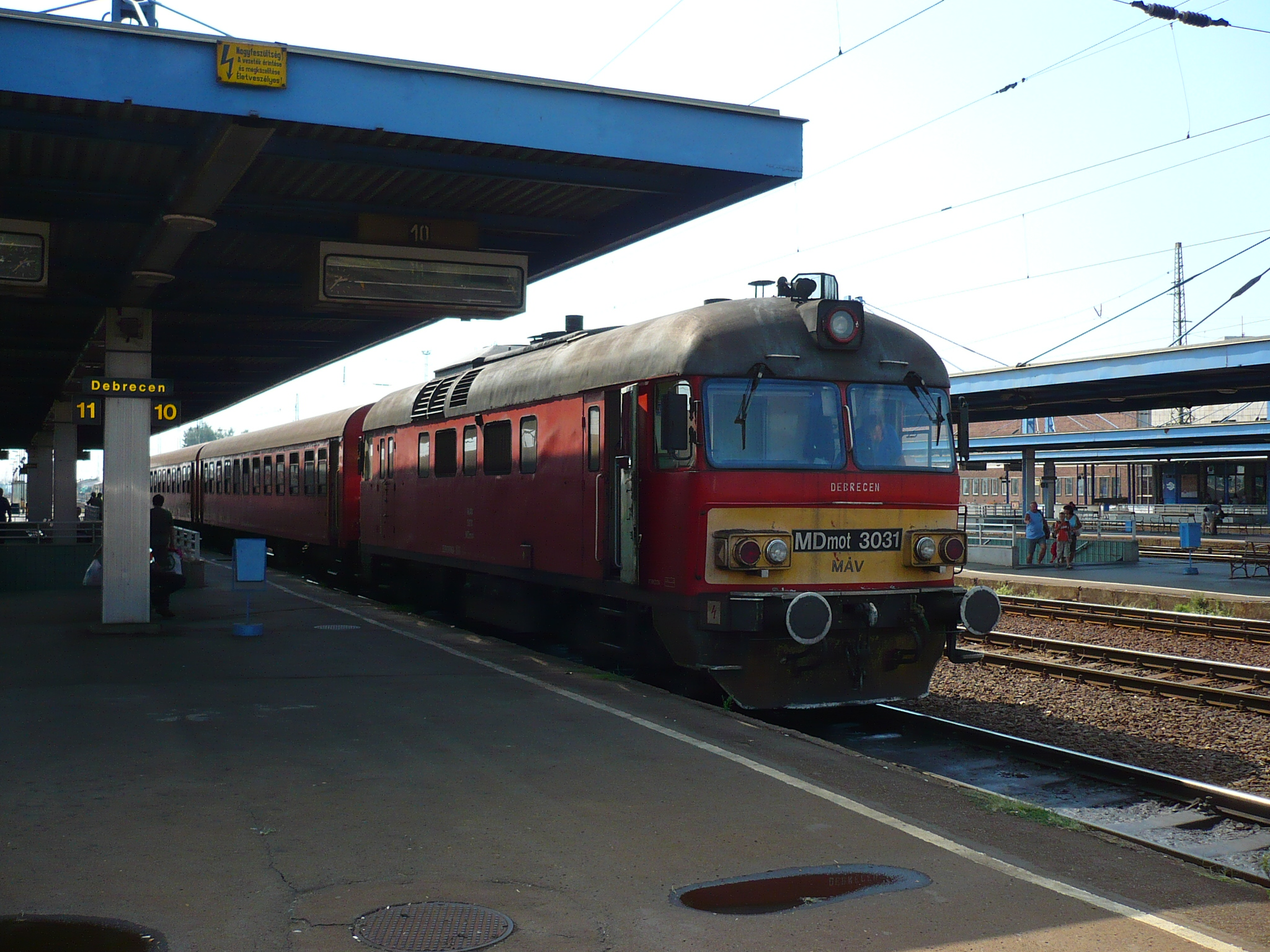
Amikor még MDmot járt Nagykereki felé

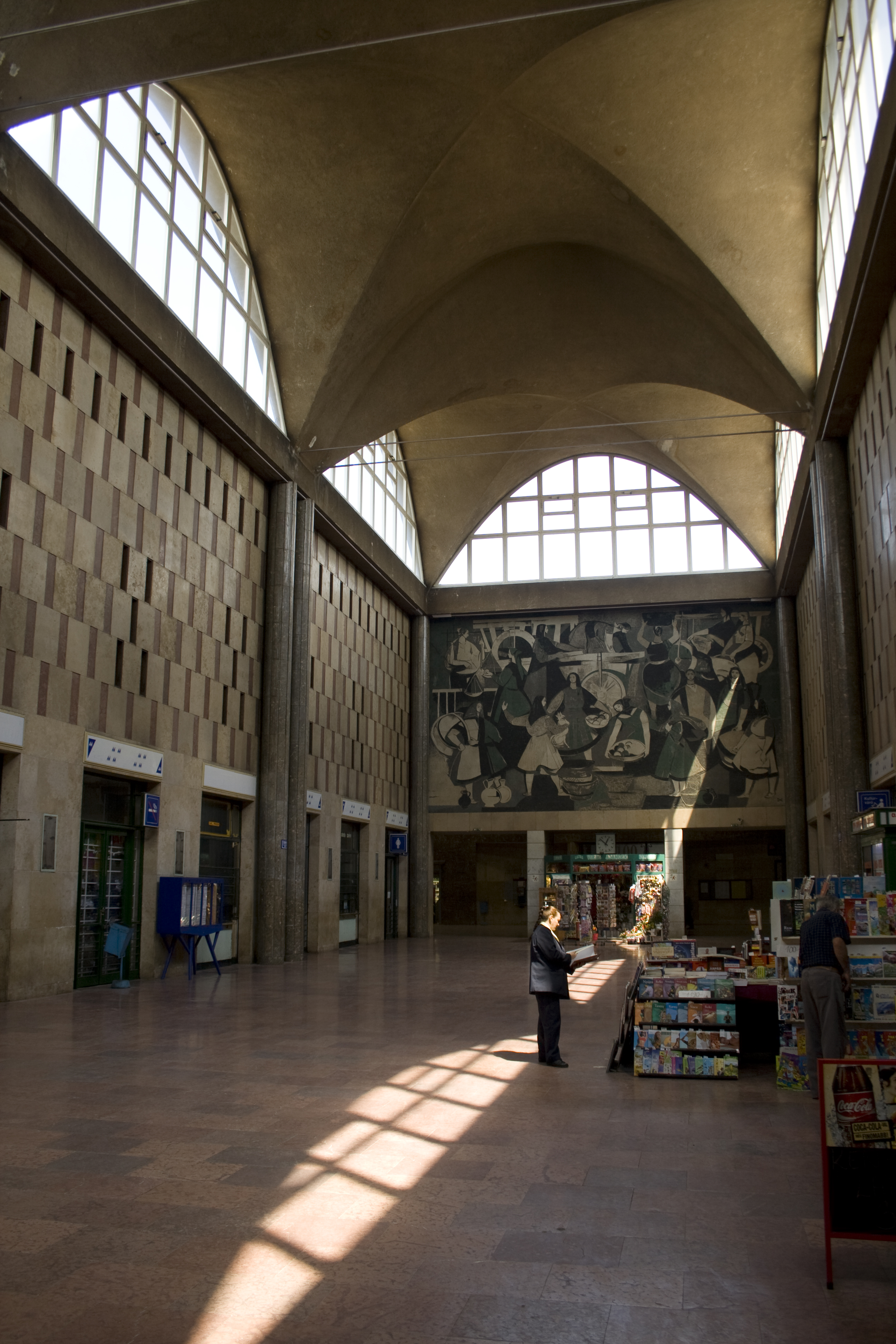
A debreceni vasútállomás csarnoka belülről

Debrecen vasútállomás (gyakran nagyállomás) Debrecen legnagyobb vasútállomása a város belterületén található ötből. Innen indul a 105-ös, a 106-os, az utasforgalomból kizárt 107-es, a 108-as, a 109-es, és a 110-es vasútvonal, valamint áthalad az állomáson a Budapest–Záhony-vasútvonal.

## Története
Az első debreceni vasútvonalat 1857-ben nyitották meg, Budapest és Debrecen között. Első állomásépülete romantikus stílusban épült Neugebauer József és Storch Gyula tervei szerint. A 19. század végén, a 20. század elején több másik vonal is nyílt. 1894-ben épült meg második, eklektikus stílusú épülete Pfaff Ferenc tervei alapján, aki később az ehhez nagyon hasonlító miskolci pályaudvart is tervezte. (Kivitelező: Berger Jenő és Tóth István.) Az épületet a második világháború során bombatalálat érte. Az új épület 1958-1960 között épült és 1961-ben adták át. A posta része 1963-ban készült el. Jelenleg felújításra szorul.[forrás?]
A záhonyi vasútvonal ezen szakaszát 1970-ben villamosították. Egyúttal a vasútállomás is el lett látva felsővezetékkel. Az 1980-ban felszerelt pergőlapos Pragotron utastájékoztató rendszert 2014-ben cserélték le LED kijelzősre.

## Forgalom
| Járat                           | Útvonal | Gyakoriság                                   |
| ------------------------------- | --- | -------------------------------------------- |
| személyvonat                    | Budapest-Nyugati → Zugló → Kőbánya alsó → Kőbánya-Kispest → Pestszentlőrinc → Szemeretelep → Ferihegy → Vecsés → Vecsés-Kertekalja → Üllő → Hosszúberek-Péteri → Monor → Monorierdő → Pilis → Albertirsa → Ceglédbercel → Ceglédbercel-Cserő → Budai út → Cegléd → Abony → Szolnok → Szajol → Törökszentmiklós → Fegyvernek-Örményes → Kisújszállás → Karcag → Püspökladány → Kaba → Hajdúszoboszló → Ebes → Debrecen | Napi 1 Debrecen felé                         |
| S506                            | Debrecen – Sáránd – Derecske – Derecske-Vásártér – Konyár – Konyári Sóstófürdő – Pocsaj-Esztár – Kismarja – Nagykereki | 1-3 óránként                                 |
| személyvonat                    | Cegléd → Abony → Szolnok → Szajol → Törökszentmiklós → Fegyvernek-Örményes → Kisújszállás → Karcag → Püspökladány → Kaba → Hajdúszoboszló → Ebes → Debrecen → Debrecen-Csapókert → Apafa → Bocskaikert → Hajdúhadház → Téglás → Újfehértó → Nyíregyháza → Sóstó → Sóstóhegy → Kemecse → Nyírbogdány → Kék → Demecser → Gégény → Pátroha → Ajak → Kisvárda → Kisvárda-Hármasút → Fényeslitke → Komoró → Tuzsér → Tiszabezdéd → Záhony | Munkanapokon 2 Záhony felé                   |
| személyvonat                    | Cegléd – Abony – Szolnok – Szajol – Törökszentmiklós – Fegyvernek-Örményes – Kisújszállás – Karcag – Püspökladány – Kaba – Hajdúszoboszló – Ebes – Debrecen – Debrecen-Csapókert – Apafa – Bocskaikert – Hajdúhadház – Téglás – Újfehértó – Nyíregyháza | Napi 4-6 pár                                 |
| személyvonat                    | Püspökladány – Kaba – Hajdúszoboszló – Ebes – Debrecen – Debrecen-Csapókert – Apafa – Bocskaikert – Hajdúhadház – Téglás – Újfehértó – Nyíregyháza – Sóstó – Sóstóhegy – Kemecse – Nyírbogdány – Kék – Demecser – Gégény – Pátroha – Ajak – Kisvárda – Kisvárda-Hármasút – Fényeslitke – Komoró – Tuzsér – Tiszabezdéd – Záhony | Munkanapokon napi 2 pár                      |
| személyvonat                    | Püspökladány – Kaba – Hajdúszoboszló – Ebes – Debrecen (– Debrecen-Csapókert – Apafa – Bocskaikert – Hajdúhadház – Téglás – Újfehértó – Nyíregyháza) | Munkanapokon napi 2-3 pár                    |
| személyvonat                    | Tiszalök – Szorgalmatos – Egyházerdő – Tiszavasvári – Tedej – Hajdúnánás-Vásártér – Hajdúnánás – Hajdúdorog – Hajdúvid – Hajdúböszörmény – Zelemér – Hajdúszentgyörgy – Józsa – Tócóvölgy – Debrecen | 2 óránként                                   |
| személyvonat                    | Tiszalök → Szorgalmatos → Egyházerdő → Tiszavasvári → Tedej → Hajdúnánás-Vásártér → Hajdúnánás → Hajdúdorog → Hajdúvid → Hajdúböszörmény → Zelemér → Hajdúszentgyörgy → Józsa → Tócóvölgy → Debrecen → Vámospércs → Nyírábrány | Munkanapokon napi 1 Nyírábrány felé          |
| személyvonat                    | Debrecen – Tócóvölgy – Kismacs – Macs Ipari Park mh. – Nagyhát – Balmazújváros – Kónya – Hortobágy – Hortobágyi Halastó – Ohat-Pusztakócs – Egyek – Tiszafüred – Poroszló – (Kétútköz –) Egerfarmos – Mezőtárkány – Füzesabony | 2 óránként                                   |
| személyvonat                    | Debrecen – Tócóvölgy – Kismacs – Macs Ipari Park mh. – Nagyhát – Balmazújváros – Kónya – Hortobágy (– Hortobágyi Halastó – Ohat-Pusztakócs – Egyek – Tiszafüred) | Napi 4 pár                                   |
| személyvonat                    | Tiszafüred → Egyek → Hortobágy → Balmazújváros → Tócóvölgy → Debrecen | Munkanapokon 1 Debrecen felé                 |
| személyvonat                    | Debrecen – Debrecen-Szabadságtelep – Kondoroskert – Nagycsere – Haláp – Vámospércs – Szentannapuszta – Nyírábrány | Napi 5-7 pár                                 |
| személyvonat                    | Debrecen – Debrecen-Szabadságtelep – Kondoroskert – Nagycsere – Haláp – Vámospércs – Szentannapuszta – Nyírábrány – Valea lui Mihai (Érmihályfalva) – Șimian (Érsemjén) – Șilindru (Érselénd) – Săcueni (Székelyhíd) – Cadia (Kágya) – Diosig (Bihardiószeg) – Roşiori Bihor (Biharfélegyháza) – Tămăşeu (Paptamási) – Biharia (Bihar) – Episcopia Bihor (Biharpüspöki) – Oradea (Nagyvárad) | Napi 1 pár                                   |
| személyvonat                    | Debrecen – Debrecen-Szabadságtelep – Kondoroskert – Nagycsere – Haláp – Vámospércs – Szentannapuszta – Nyírábrány – Valea lui Mihai (Érmihályfalva) – Curtuişeni (Érkörtélyes) – Resighea (Reszege) – Sanislău (Szaniszló) – Marna (Újmárna) – Carei (Nagykároly) – Domăneşti (Domahida) – Moftin (Kismajtény) – General Gheorghe Avramescu (Gilvács) – Sătmărel (Szatmárzsadány) – Satu Mare Sud (Szatmárnémeti-Dél) – Satu Mare (Szatmárnémeti) | Napi 1 pár                                   |
| személyvonat                    | Debrecen – Debrecen-Csapókert – Apafa – Dombostanya – Hajdúsámson – Tamásipuszta – Aradványpuszta – Nyíradony – Nyírmihálydi – Nyírgelse – Nyírbogát – Nyírbátor – Nyírcsászári – Hodász – Nyírmeggyes – Mátészalka (– Kocsord – Kocsord alsó – Tunyogmatolcs – Tunyogmatolcs alsó – Fehérgyarmat) | 2 óránként                                   |
| személyvonat                    | Debrecen – Debrecen-Csapókert – Apafa – Dombostanya – Hajdúsámson – Tamásipuszta – Aradványpuszta – Nyíradony – Nyírmihálydi – Nyírgelse – Nyírbogát – Nyírbátor – Nyírcsászári – Hodász – Nyírmeggyes – Mátészalka – Nyírcsaholy – Nagyecsed – Tiborszállás | Vasárnap 1 pár                               |
| Cívis InterRégió                | Budapest-Nyugati – Zugló – Kőbánya-Kispest – Ferihegy – Cegléd – Abony – Szolnok – Szajol – Törökszentmiklós – Fegyvernek-Örményes – Kisújszállás – Karcag – Püspökladány – Kaba – Hajdúszoboszló – Ebes – Debrecen (– Debrecen-Csapókert – Apafa – Bocskaikert – Hajdúhadház – Téglás – Újfehértó – Nyíregyháza – Sóstó – Sóstóhegy – Kemecse – Nyírbogdány – Kék – Demecser – Gégény – Pátroha – Ajak – Kisvárda – Kisvárda-Hármasút – Fényeslitke – Komoró – Tuzsér – Tiszabezdéd – Záhony) | óránként                                     |
| Cívis InterRégió                | Budapest-Nyugati – Zugló – Kőbánya-Kispest – Ferihegy (← Üllő) – (Monor →) (← Monorierdő) – (Pilis → Albertirsa →) Cegléd – Abony – Szolnok – Szajol – Törökszentmiklós – Fegyvernek-Örményes – Kisújszállás – Karcag – Püspökladány – Kaba – Hajdúszoboszló – Ebes – Debrecen | Napi 1 Debrecen felé és napi 2 Budapest felé |
| Panoráma expresszvonat          | Nyíregyháza – Debrecen – Szolnok – Cegléd – Albertirsa – Pilis – Ferihegy – Kőbánya-Kispest (← Budapest-Kelenföld) – Velence – Balatonaliga – Szabadisóstó – Szabadifürdő – Siófok | Nyári hétvégéken napi 1 pár                  |
| Szabolcsi Tekergő expresszvonat | Záhony – Tiszabezdéd – Tuzsér – Komoró – Fényeslitke – Kisvárda-Hármasút – Kisvárda – Ajak – Pátroha – Gégény – Demecser – Kék – Nyírbogdány – Kemecse – Sóstóhegy – Sóstó – Nyíregyháza – Újfehértó – Téglás – Hajdúhadház – Bocskaikert – Debrecen-Csapókert – Debrecen – Ebes – Hajdúszoboszló – Kaba – Püspökladány – Karcag – Kisújszállás – Fegyvernek-Örményes – Törökszentmiklós – Szajol – Szolnok – Abony – Cegléd – Ferihegy – Kőbánya-Kispest – Budapest-Kelenföld – Velence – Székesfehérvár – Balatonakarattya – Balatonkenese – Balatonfűzfő – Balatonalmádi – Alsóörs – Balatonfüred – Balatonakali-Dörgicse – Zánka-Erzsébettábor                                           | Nyáron napi 1 pár                            |
| Aranypart expresszvonat         | Záhony – Tiszabezdéd – Tuzsér – Komoró – Fényeslitke – Kisvárda-Hármasút – Kisvárda – Ajak – Pátroha – Gégény – Demecser – Kék – Nyírbogdány – Kemecse – Sóstóhegy – Sóstó – Nyíregyháza – Újfehértó (← Debrecen-Csapókert) – Debrecen (← Ebes) – Hajdúszoboszló (← Kaba) – Püspökladány – Karcag – Kisújszállás (← Fegyvernek-Örményes) – Törökszentmiklós (← Szajol) – Szolnok – Abony – Cegléd – Ferihegy – Kőbánya-Kispest – Budapest-Kelenföld – Velence – Székesfehérvár – Balatonaliga – Szabadisóstó – Szabadifürdő – Siófok – Balatonszéplak felső – Balatonszéplak alsó – Zamárdi – Szántód – Balatonföldvár – Balatonszemes – Balatonlelle – Balatonboglár – Fonyódliget – Fonyód | Nyáron napi 1 pár                            |
| expresszvonat                   | Nyíregyháza → Újfehértó → Téglás → Hajdúhadház → Bocskaikert → Debrecen-Csapókert → Debrecen → Püspökladány → Karcag → Kisújszállás → Törökszentmiklós → Szolnok → Kőbánya-Kispest → Zugló → Budapest-Nyugati | Iskolaidőben vasárnap 1 Budapest felé        |
| Latorca nemzetközi InterCity    | Budapest-Nyugati – Zugló – Kőbánya-Kispest – Ferihegy – Cegléd – Szolnok – Püspökladány – Hajdúszoboszló – Debrecen – Nyíregyháza – Kisvárda – Záhony – Чоп (Csap) – Мукачево (Munkács) | Napi 1-2 pár                                 |
| Nyírség InterCity               | Budapest-Nyugati – Zugló – Kőbánya-Kispest – Ferihegy – Cegléd – Szolnok – Püspökladány – Hajdúszoboszló – Debrecen – Nyíregyháza (– Kisvárda – Záhony) | 2 óránként                                   |
| Tokaj InterCity                 | Budapest-Nyugati – Zugló – Kőbánya-Kispest – Ferihegy – Cegléd – Szolnok – Püspökladány – Hajdúszoboszló – Debrecen – Nyíregyháza – Tokaj – Szerencs – Miskolc-Tiszai – Füzesabony – Hatvan – Budapest-Keleti | 2 óránként                                   |
| Tokaj InterCity                 | Budapest-Nyugati – Zugló – Kőbánya-Kispest – Ferihegy – Cegléd – Szolnok – Püspökladány – Hajdúszoboszló – Debrecen – Nyíregyháza – Rakamaz – Tokaj – Szerencs – Miskolc-Tiszai | Napi 2 Budapest felé és napi 1 Miskolc felé  |
| Tokaj InterCity                 | Budapest-Keleti – Hatvan – Füzesabony – Miskolc-Tiszai – Szerencs – Tokaj – Nyíregyháza – Debrecen (← Ebes ← Hajdúszoboszló ← Kaba ← Püspökladány ← Karcag ← Kisújszállás ← Fegyvernek-Örményes ← Törökszentmiklós ← Szajol ← Szolnok) | Napi 1 pár                                   |
| Hortobágy EuroCity              | Wien Hauptbahnhof (Bécs) – Hegyeshalom – Mosonmagyaróvár – Győr – Tatabánya – Budapest-Kelenföld – Budapest-Keleti – Szolnok – (Szajol →) Törökszentmiklós – (Fegyvernek-Örményes →) Kisújszállás – Karcag – Püspökladány – (Kaba →) Hajdúszoboszló – (Ebes →) Debrecen – Nyíregyháza – Demecser – Kisvárda – Záhony (közvetlen kocsikkal tovább: Csap (Чоп) – Munkács (Мукачево) – Szolyva (Свалява) – Szlavszke (Славське) – Sztrij (Стрий) – Lviv-Holovnij (Льві́в-Головни́й) – Kijiv-Paszazsirszkij (Київ-Пасажирський)) | Napi 1 pár                                   |
| Kraszna InterCity               | (közvetlen kocsi: Budapest-Nyugati) Debrecen – Nyíradony – Nyírbátor – Mátészalka – Kocsord – Kocsord alsó – Tunyogmatolcs – Tunyogmatolcs alsó – Fehérgyarmat | Napi 1 pár                                   |
| Szamos EuroCity                 | (közvetlen kocsikkal Wien Hauptbahnhof – Hegyeshalom – Mosonmagyaróvár – Győr – Tatabánya – Budapest-Kelenföld – Budapest-Keleti – Szolnok – Törökszentmiklós – Kisújszállás – Karcag –) Püspökladány – Hajdúszoboszló – Debrecen – Debrecen-Szabadságtelep – Kondoroskert – Nagycsere – Haláp – Vámospércs – (Szentannapuszta →) Nyírábrány – Valea lui Mihai (Érmihályfalva) – Carei (Nagykároly) – Satu Mare (Szatmárnémeti) – Odoreu (Szatmárudvari) – Medieșu Aurit (Aranyosmeggyes) – Apa – Seini (Szinérváralja) – Cicârlău (Nagysikárló) – Baia Mare (Nagybánya) | Napi 1 pár                                   |

## Fejlesztések

### Új utastájékoztató rendszer
A MÁV saját forrásból fejlesztette az utastájékoztató rendszert. Ennek keretében megújult a hangos és vizuális utastájékoztató rendszer is. A vizuális kijelzőket teljesen lecserélték. A vasútállomás egyik jelképét, a PRAGOTRON gyártmányú pörgőlapos táblát is lecserélték, mely közel 30 évig szolgált. Mivel ez volt az utolsó ilyen jellegű nagy méretű tábla az országban, megőrzésre félretették. Az összes többi kijelzőt is lecserélték, minden peronra 1 összesítő, vágányonként pedig 2 kis TFT technológiás kijelzőt szereltek fel.

A hangos utastájékoztató rendszer fejlesztése során lecserélik a légi férfi hangot (feltehetőleg Szalóczy Pált) és teljesen új technológiával fogják bemondani a vonatok érkezését, úgy mint Budapesten. Míg a régi rendszer előre felvett szavakat rakott egymás után, addig az új rendszer a begépelt szöveget betűről-betűre fogja felolvasni, úgy mint a Google Fordító. Ennek előnye, hogy bármilyen szöveget be lehet vele mondani.

## Fűtőház
Ez a fűtőház volt az MDmotok egyik legnagyobb fűtőháza. A forgalomból kivonásuk után a helyüket főleg Csörgők találhatóak a fűtőházba, de néha Bézék is itt éjszakáznak.

## Debreceni helyi közlekedés
A városnak a Segner tér mellett ez a legnagyobb helyi közlekedési csomópontja. A Nagyállomást a következő járatok érintik:
- Villamos: 1, 2
- Trolibusz: 5, 5A
- Autóbusz: 10, 10A, 10Y, 16, 18Y, 21, 30, 30A, 30I, 30N, 37, 39, 39X, 42, 42A, 43, 44, 46, 46E, 46H, 47, 47Y, 48, 49, 146, A1, Airport1. Airport 2

A villamosok itt eredetileg egy hurokban fordultak. A 2-es villamos elindulása miatt ezt ki kellett bővíteni, hogy az új, hosszú villamosok is gond nélkül elférjenek. A tervezők között sokáig vita folyt, hogy fésűs, vagy hurokvégállomás épüljön. Végül a hurokvégállomást valósították meg, melynek hátránya, hogy az éles ívben a villamosok csikorognak, és a középperonos kialakítású felszállóperon nagyon szűk lett. Ezt később úgy orvosolták, hogy a külső hurok jobb oldalára is építettek peront. Az intermodális csomópont megépülésével a villamosok végállomását újból át fogják alakítani.